# Punasaffraangors
De punasaffraangors (Sicalis lutea) is een zangvogel uit de familie Thraupidae (tangaren).

## Verspreiding en leefgebied
Deze soort komt voor in zuidwestelijk Zuid-Amerika, met name van zuidelijk Peru tot westelijk Bolivia en noordwestelijk Argentinië.

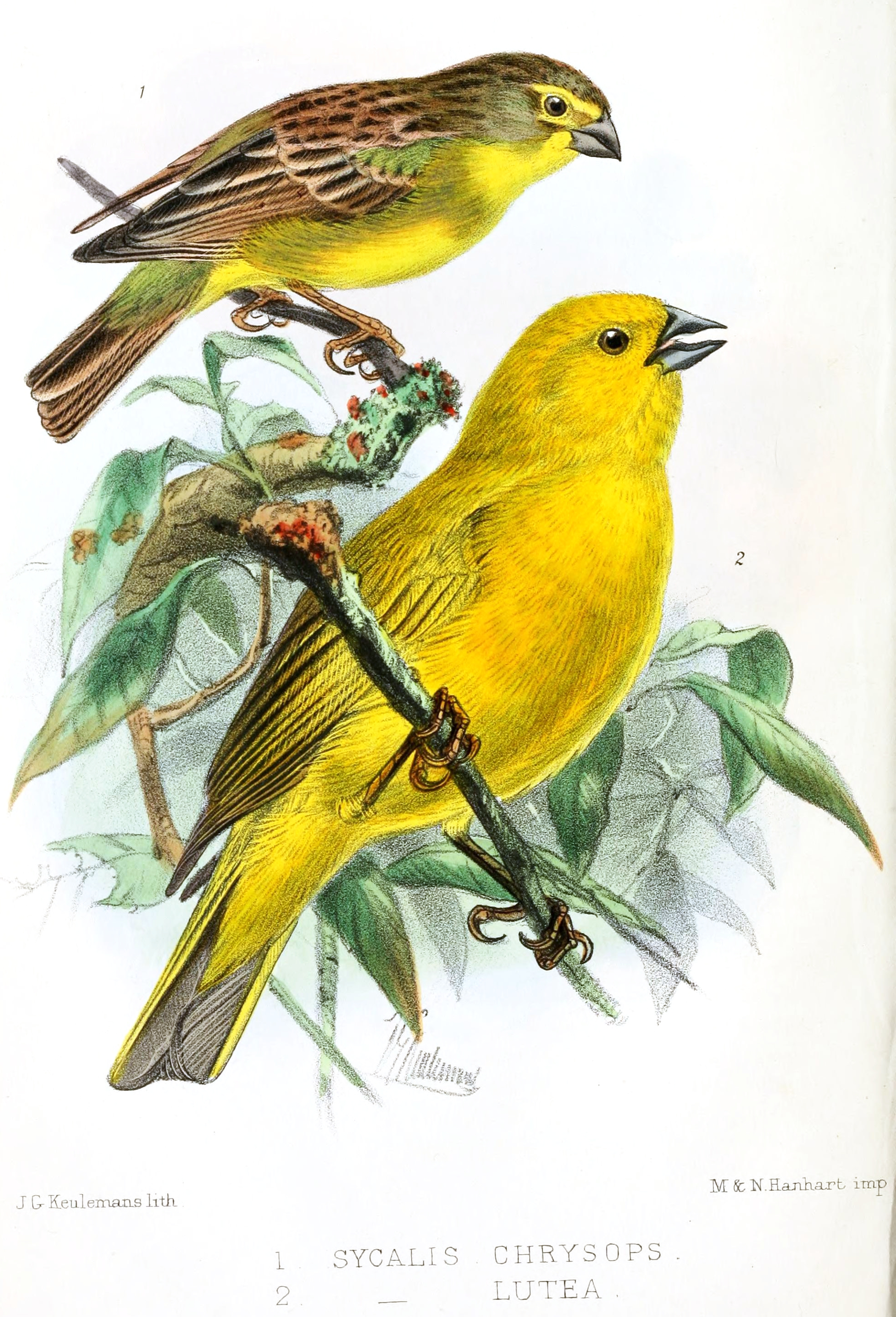